# Сафаргалін Асхат Газизулінович
Асхат Газизулінович Сафарга́лін (тат. Әсгать Газизулла улы Сәфәргалин; нар. 8 серпня 1922, Старе Курмашево — 28 серпня 1975, Харків) — український радянський живописець; член Спілки художників СРСР з 1958 року і Спілки художників України. Лауреат обласної комсомольської премії імені О. Зубарєва. Заслужений діяч мистецтв УРСР з 1971 року.

## Біографія
Народився 8 серпня 1922 року в селі Старому Курмашевому (тепер Актаниський район, Татарстан, Росія). З 1938 по 1941 рік і з 1945 по 1947 рік навчався у Казанському художньому училищі. Брав участь у німецько-радянській війні. З 1947 по 1953 рік навчався у Харківському художному інституті (викладачі О. Кокель, П. Котов, М. Рибальченко, Л. Чернов).
Брав участь в українських республіканських, всесоюзних і зарубіжних художніх виставках з 1953 року. У 1954 і в 1977 роках в Харкові відбулися його персональні виставки.
Помер в Харкові 28 серпня 1975 року.

## Творчість
Працював в галузі станкового живопису. Твори:
- «Канікули» (1954);
- «Лист» (1957);
- «Свинарки» (1960);
- «Студентська весна» (1961);
- «Урожай» (1962);
- «Медсестра» (1965);
- «Травневий дощ» (1967);
- «Трудовий семестр» (1968);
- «Запрягайте, хлопці, коней!» (1969);
- «Весняні води» (1970);
- «Зимові мережива» (1971);
- «Батьки і діти» (1974);
- «Земля цвіте» (1974).

Твори художника представлені в Національному художньому музеї України, в Харківському, Львівському, Донецькому, Севастопольському, Запорізькому та інших художніх і краєзнавчих музеях, в галерейних і приватних колекціях в Україні, Німеччині, Японії, Канаді, Італії та інших країнах.